# العلاقات السويدية الجورجية
العلاقات السويدية الجورجية هي العلاقات الثنائية التي تجمع بين السويد وجورجيا.

## مقارنة بين البلدين
هذه مقارنة عامة ومرجعية للدولتين:
| وجه المقارنة                                              | السويد                                                                               | جورجيا                          |
| --------------------------------------------------------- | ------------------------------------------------------------------------------------ | ------------------------------- |
| المساحة (كم2)                                             | 450.30 ألف                                                                           | 69.70 ألف                       |
| عدد السكان (نسمة)                                         | 10.16 مليون                                                                          | 3.72 مليون                      |
| الكثافة السكانية (ن./كم²)                                 | 22.56                                                                                | 53.37                           |
| العاصمة                                                   | ستوكهولم                                                                             | تبليسي، كوتايسي                 |
| اللغة الرسمية                                             | اللغة السويدية، لغات السامي، اللغة الفنلندية، منكيلي، اللغة الرومنية، اللغة اليديشية | اللغة الجورجية، اللغة الأبخازية |
| العملة                                                    | كرونة سويدية                                                                         | لاري جورجي                      |
| الناتج المحلي الإجمالي (بليون دولار)                      | 538.04 مليار                                                                         | 15.16 مليار                     |
| الناتج المحلي الإجمالي (تعادل القوة الشرائية) بليون دولار | 469.01 مليار                                                                         | 35.68 مليار                     |
| الناتج المحلي الإجمالي الاسمي للفرد دولار أمريكي          | 50.58 ألف                                                                            | 3.79 ألف                        |
| الناتج المحلي الإجمالي للفرد دولار أمريكي                 | 45.30 ألف                                                                            |                                 |
| مؤشر التنمية البشرية                                      | 0.907                                                                                | 0.754                           |
| رمز المكالمات الدولي                                      | +46                                                                                  | +995                            |
| رمز الإنترنت                                              | .se                                                                                  | .ge، .გე ‏                       |
| المنطقة الزمنية                                           | توقيت وسط أوروبا، ت ع م+01:00، ت ع م+02:00، أوروبا/ستوكهولم ‏                         | ت ع م+04:00                     |

## مدن متوأمة
في ما يلي قائمة باتفاقيات التوأمة بين مدن سويدية وجورجية:
- ترتبط Kiruna Municipality [الإنجليزية]‏ مع روستاوي باتفاقية توأمة.[14]

## منظمات دولية مشتركة
يشترك البلدان في عضوية مجموعة من المنظمات الدولية، منها:
| علم المنظمة | اسم المنظمة                             | تاريخ انضمام السويد | تاريخ انضمام جورجيا |
| ----------- | --------------------------------------- | ------------------- | ------------------- |
|             | اتفاقية السماوات المفتوحة               | ?                   | ?                   |
|             | يونسكو                                  | 23 يناير 1950       | 7 أكتوبر 1992       |
|             | الفريق المعني برصد الأرض                | ?                   | ?                   |
|             | مؤسسة التمويل الدولية                   | 20 يوليو 1956       | 29 يونيو 1995       |
|             | مجلس أوروبا                             | ?                   | 27 أبريل 1999       |
|             | مؤسسة التنمية الدولية                   | 24 سبتمبر 1960      | 31 أغسطس 1993       |
|             | منظمة التجارة العالمية                  | 1995                | 14 يونيو 2000       |
|             | منظمة الأمن والتعاون في أوروبا          | 25 يونيو 1973       | 24 مارس 1992        |
|             | المنظمة الأوروبية لسلامة الملاحة الجوية | 1995                | 2012                |
|             | الاتحاد البريدي العالمي                 | ?                   | ?                   |
|             | الاتحاد الدولي للاتصالات                | 1866                | 7 يناير 1993        |
|             | الأمم المتحدة                           | 19 نوفمبر 1946      | 31 يوليو 1992       |
|             | البنك الدولي للإنشاء والتعمير           | 31 أغسطس 1951       | 7 أغسطس 1992        |
|             | المنظمة الهيدروغرافية الدولية           | ?                   | ?                   |

## وصلات خارجية
- موقع وزارة الخارجية السويدية
- موقع وزارة الخارجية الجورجية